# 格林伍德縣 (南卡羅萊納州)
格林伍德縣（英語：Greenwood County）是美國南卡羅萊納州西部的一個縣。面積1,199平方公里。根据美國2000年人口普查，共有人口66,271人（2005年人口67,979人）。縣治格林伍德（Greenville）。
成立於1855年8月30日，縣政府成立於1860年2月27日。縣名紀念分別任聯邦眾議員和邦聯眾議員的阿爾弗雷德·B·格林伍德（Alfred Burton Greenwood）。